# Sociedade Shaker do Monte Líbano
A Sociedade Shaker do Monte Líbano, também conhecida como Sociedade Shaker do Novo Líbano, foi um assentamento comunitário de shakers em New Lebanon, Nova Iorque. Os primeiros convertidos começaram a se reunir naquele local em 1782 e construíram sua primeira capela em 1785. O antigo ministério shaker, incluindo Joseph Meacham e Lucy Wright, os arquitetos do governo com equilíbrio de gênero de shakers, moravam lá.
Isaac N. Youngs, escriba da sociedade, narrou a vida desta vila shaker por quase meio século. Youngs também projetou a escola construída lá em 1839.
O Holy Mount, onde os serviços dos shakers eram realizados, tem um esporão que se chama Monte Líbano.
Além do ministério central dos shakers, os residentes notáveis da Família do Norte do Monte Líbano incluem o Élder Frederick W. Evans, conhecido por sua pregação pública, e seu parceiro, Eldress Antoinette Doolittle, que foi sucedido por Anna White, M. Catherine Allen artistas Sarah Bates e Polly Anne Reed.
A Família do Norte também era conhecida por publicar um livro de poesia, Mount Lebanon Cedar Boughs: original poems by the North family of Shakers, Anna White, ed. (Buffalo: Peter Paul Company, 1895), com vários poemas de Cecilia Devere e Martha Anderson.

## Filiação
Em 1787, a Família da Igreja (a Primeira Ordem mais a Segunda Ordem) abrigou 57 shakers masculinos e 48 femininos, num total de 105. Em 1789, as duas ordens da Família da Igreja abrigavam 117 shakers masculinos e 116 femininos, num total de 233. Os números flutuavam de acordo com o estado da economia e o vigor dos missionários shakers; os tempos difíceis aumentavam a filiação, mas raramente os números atingiam esse nível novamente. O total caiu para 130 em 1806, depois gradualmente aumentou para 240 em 1843 (111 homens e 129 mulheres) na Família da Igreja. A partir desse ponto, os membros foram corroídos ainda mais. Em 1879, a Família da Igreja abrigava apenas 54 homens e 88 mulheres shakers, num total de 142. O fechamento de comunidades menores e a consolidação nas aldeias maiores adiaram a dissolução por várias décadas.
Na década de 1940, devido ao envelhecimento dos membros e ao declínio de membros, os shakers venderam o site para a Darrow School. Ao longo dos anos subsequentes, o site foi gerenciado por vários proprietários diferentes. Darrow é dono do que resta da Igreja e das Famílias do Centro, enquanto o Museu Shaker | Monte Líbano gerencia a preservação e opera visitas à Família Norte; o restante dos edifícios das famílias restantes são de propriedade privada.

## Edifícios
O edifício principal do Monte Líbano tornou-se um marco histórico nacional em 1965.
Embora o primeiro dos assentamentos shakers nos EUA tenha sido no Distrito Histórico Shaker de Watervliet, o Monte Líbano se tornou a principal sociedade shaker e foi o primeiro a ter um edifício usado exclusivamente para fins religiosos. Benson Lossing documentou essa capela e alguns outros edifícios quando ele visitou os shakers em 1856.
O Monte Líbano está localizado onde Shaker Rd. funde-se com a Darrow Rd. fora do U.S. 20 em New Lebanon. Os edifícios da Família Norte são preservados como o Museu Shaker.